# Magalì Vettorazzo
Maria Vettorazzo, detta Magalì (Preganziol, 16 marzo 1942 – Firenze, 19 giugno 2018), è stata una multiplista, ostacolista e lunghista italiana, vincitrice di un bronzo ai Giochi del Mediterraneo e di 18 titoli nazionali assoluti.

## Biografia
Vanta 32 presenze nella Nazionale di atletica leggera dell'Italia ed è stata la prima azzurra della storia a superare i 6 metri nel salto in lungo. È stata inserita nella Hall of fame dalla Federazione Italiana di Atletica Leggera.
Ha partecipato a un'edizione dei Giochi olimpici estivi e tre dei Campionati europei di atletica leggera.

## Palmarès
| Anno | Manifestazione          | Sede              | Evento     | Risultato | Prestazione | Note  |
| ---- | ----------------------- | ----------------- | ---------- | --------- | ----------- | ----- |
| 1967 | Giochi del Mediterraneo | Tunisi            | 80 m hs    | Bronzo    | 11"58       | [ 3 ] |
| 1968 | Giochi olimpici         | Città del Messico | Pentathlon | 21ª       | 4 504 p.    |       |

## Campionati nazionali
- 4 volte campionessa nazionale assoluta dei 100 metri ostacoli (1965, 1966, 1967 e 1969)
- 7 volte campionessa nazionale assoluta del salto in lungo (1961, 1962, 1963, 1964, 1966, 1967 e 1969)
- 7 volte campionessa nazionale assoluta del pentathlon (1961, 1963, 1965, 1966, 1967, 1969 e 1970)